# Isotima pusilla
Isotima pusilla är en stekelart som först beskrevs av Szepligeti 1916.  Isotima pusilla ingår i släktet Isotima och familjen brokparasitsteklar. Inga underarter finns listade i Catalogue of Life.